# Taha Muhammad Ali
Taha Muhammad Ali (arabe : طه محمد علي), né en 1931 dans le village de Saffouriyya en Galilée et mort le 2 octobre 2011 à Nazareth, est un poète-conteur palestinien autodidacte et atypique. Il vécut à Nazareth jusqu'à sa mort. Il est plus âgé que Samih al-Qâsim et Mahmoud Darwich ; tous trois sont de la même génération de poètes qui ont libéré la poésie palestinienne du nationalisme, après la génération de Fadwa et Ibrahim Touqan.

## Biographie
Son village de Saffouriya a été construit non loin du site de la ville antique de Sepphoris. Mais le Galiléen âgé de 17 ans émigre au Liban, car l'armée israélienne détruit son village lors de la guerre de 1948. Un an passe, et Taha Muhammad Ali franchit de nouveau la frontière avec sa famille. Il constate la destruction complète de son village et décide alors de s'installer à Nazareth. Sans haine, il ne quitte plus cette ville, où il tient jusqu'à sa mort, une boutique de souvenirs sur Casanova street.

## Portrait
Gabriel Levin, fils de Tereska Torrès, préfacier du livre Une migration sans fin, brosse un portrait du poète de ces dernières années : « Taha Muhammad Ali pénétra dans la boutique, tête lourde sur un dos voûté. Un gros nez clownesque sur une mâchoire en galoche annonçait la cohabitation malaisée de la joie et de la menace. Trois sillons parallèles couraient des sourcils au sommet du crâne, sur un visage dont la vitalité crue, massive, aurait pu sortir de la brosse de Francis Bacon. »

## Son œuvre
« Taha Muhammad Ali est sans doute le plus improbable et le plus singulier des poètes palestiniens. Autodidacte et conteur, la poésie lui est venue lentement. Libre de toute convention, il s'est forgé une langue extrêmement personnelle, où se mêlent arabe classique et arabe dialectal. Si Saffouriyya, le village de son enfance, est le lieu de l'innocence d'avant la Chute et incarne la période d'avant la grande catastrophe, al-nakba, provoquée par la guerre israélienne de 1948, la dépossession, l'exil et l'acculturation s'inscrivent chez Taha Muhammad Ali dans l'expérience quotidienne, dans l'histoire, dans la terre et la langue de la Galilée, tempérés par le travail de la mémoire et de l'imaginaire. »

## Extrait
« Je marchais, me tenais là, entrais dans l'eau qui submergeait ordinairement mes mollets, en sentant contre mes jambes nues et la chair de mes pieds, et l'extrémité nerveuse de mes orteils de morceaux de métal, le plus souvent des petites pièces percées en leur milieu, des pièces perdues par leurs propriétaires et balayées par l'eau, ou des billes, des cartouches, des anneaux de cuivre de vieilles dames balancés par les petits-fils, et des petites clés, et parfois de plus grosses clefs, outre des vieux clous tordus, recourbés comme la parole des menteurs. »

## Livre en français
- Taha Muhammad Ali / Une migration sans fin, édition bilingue, poèmes traduits de l'arabe, (Palestine), par Antoine Jockey, coll. « Le siècle des poètes », éd. Galaade, préface de Gabriel Levin, traduite de l'anglais par Guillaume Villeneuve, mai 2012  (ISBN 978-2-35176-104-5)

## Livres en anglais
- So What, New & Selected Poems, 1971–2005, par Peter Cole, Yahya Hijazi, et Gabriel Levin, 2006  (ISBN 1-55659-245-0).
- Never Mind, Twenty Poems and a Story, 2000  (ISBN 965-90125-2-7).
- The Fourth Qasida.
- Fooling the Killers.
- Fire in the Convent Garden.

## Anthologie en anglais
- Poet's Choice, 2006  (ISBN 0-15-101356-X).